# Guillaume Laurant

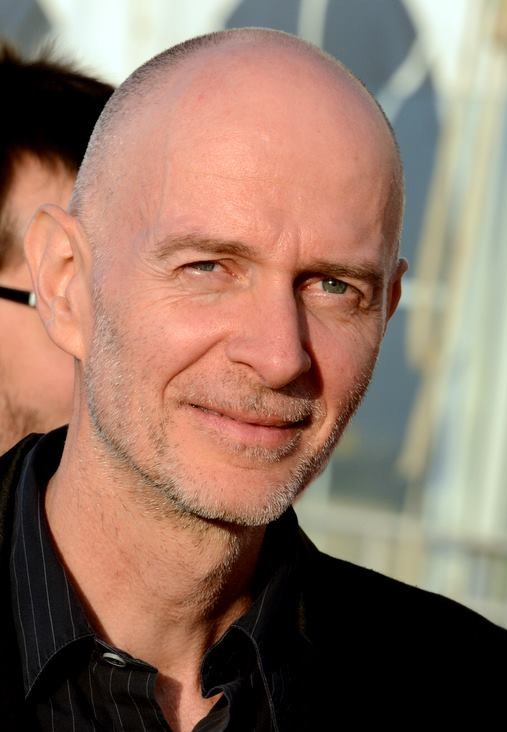
Guillaume Laurant

Guillaume Laurant is een Frans scenarioschrijver, die met cineast Jean-Pierre Jeunet, films schreef als Le Fabuleux Destin d'Amélie Poulain (2001), Un long dimanche de fiançailles (2004) (naar de roman van Sébastien Japrisot) en Micmacs à tire-larigot (2009).
Laurent is getrouwd met de Franse actrice Sandrine Bonnaire.
In 2006, publiceerde hij de roman getiteld Happy hand bij Editions du Seuil.